# Евримах
Евримах (др.-греч. Εὐρύμαχος «широко борющийся») — один из важных персонажей «Одиссеи». Сын Полиба. Жених Пенелопы. Согласно Апиону, одержал больше всех побед в игре за Пенелопу, которую вели женихи.
Оскорблял Одиссея, когда тот притворялся нищим. Неудачно пытался натянуть его лук. Убит Одиссеем, по возвращении последнего в Итаку.
В фильме 1997 года его роль играет Эрик Робертс.